# Simojoki
Der Simojoki ist ein Fluss im Norden Finnlands. Er hat seinen Ursprung im Simojärvi-See in der Gemeinde Ranua und mündet bei Simo in den Bottnischen Meerbusen. Mit einer Länge von 193 Kilometer ist er der zehntlängste Fluss Finnlands.
Der im Naturzustand belassene Fluss ist flach und hat zahlreiche Stromschnellen. An seinem Unterlauf ist er zwischen 70 und 150 Meter breit. Der Simojoki beherbergt eine große Wildlachspopulation, was ihn zu einem beliebten Revier für Hobbyangler macht.